# Villanoce
Villanoce (Ranusce in genovese), è una frazione del comune di Rezzoaglio.
Posta sull'Appennino Ligure, nel cuore della val d'Aveto, tra Rezzoaglio e Santo Stefano d'Aveto sulla strada provinciale 654 R di Val Nure che collega Rezzoaglio al passo del Tomarlo (PR) dal quale si possono raggiungere Parma e Piacenza.
Dal 1815 al 1859 Villanoce, assieme alle località di Cerisola, Magnasco e Pian di Fontana, fu zona di confine con la provincia di Bobbio del Regno di Sardegna, dal 1859 al 1923 fu zona di confine con il circondario di Bobbio della provincia di Pavia.

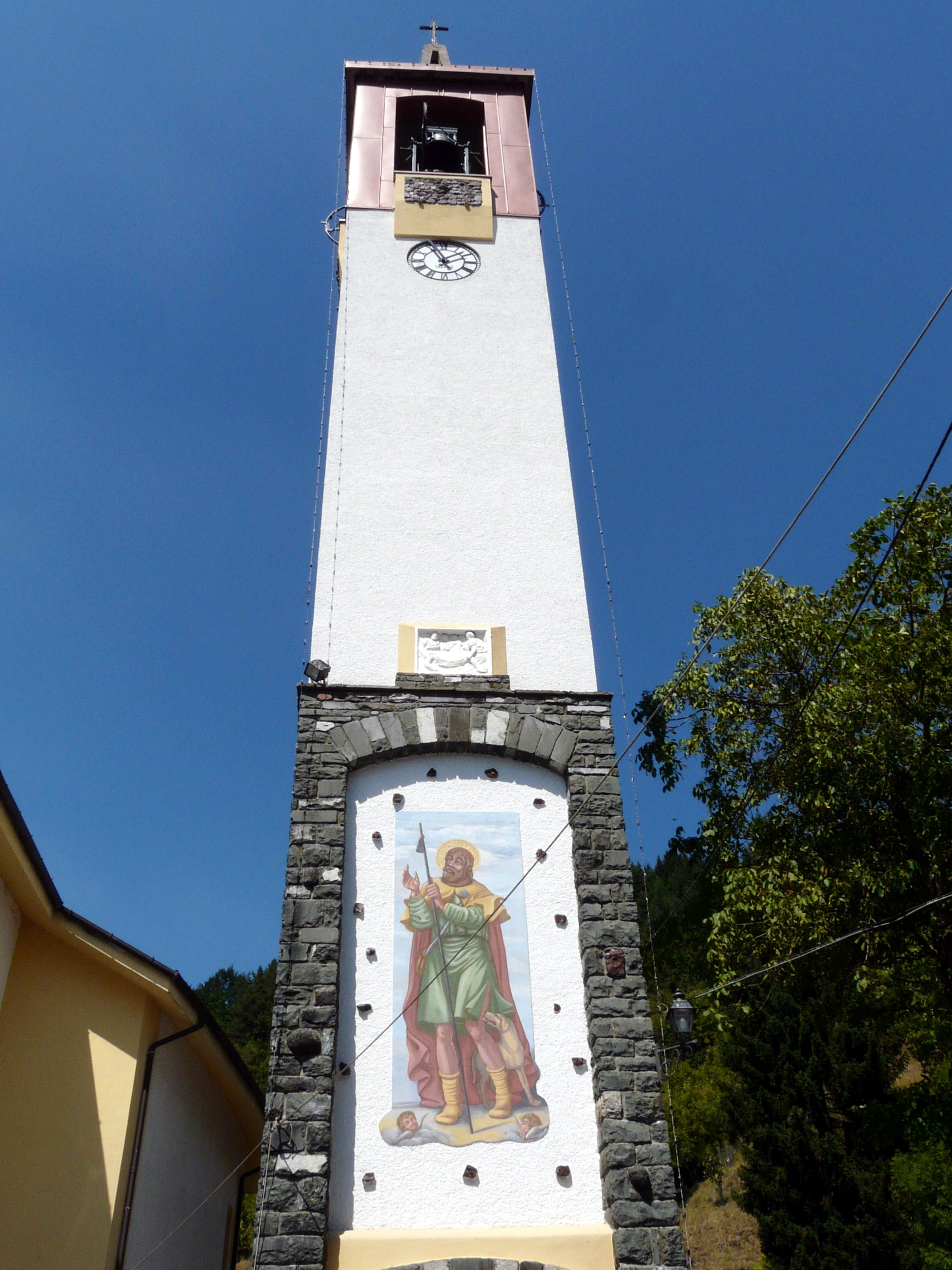
Campanile di Villanoce

## Feste e manifestazioni
Le manifestazioni più importanti sono il 16 agosto, festa del patrono S. Rocco, e il 17 agosto, giorno nel quale la popolazione del paese si reca fin dalle prime ore del mattino sui prati di "Cian de Frunzun".